# Du satte dig ner som de nederstas vän
Du satte dig ner som de nederstas vän är en psalm vars text är skriven av Hans Anker Jørgensen och översatt till svenska av Jonas Jonson. Musiken är skriven av Merete Wendler.

## Publicerad som
- Nr 837 i Psalmer i 2000-talet under rubriken "Människosyn, människan i Guds hand".